# École supérieure des beaux-arts de Nîmes
Pour les articles homonymes, voir École des beaux-arts.
L'École supérieure des beaux-arts de Nîmes est une école d'art française fondée en 1985. Elle est installée dans l'hôtel Rivet, un édifice civil de la ville de Nîmes (Gard), inscrit monument historique depuis 1988 et classé depuis 2005.

## Hôtel Rivet

### Localisation
L'édifice est situé 10, Grande-Rue à Nîmes.

### Historique
En 1786, l'hôtel Rivet est construit pour David Rivet, négociant en soieries et armateur à Cadix, désireux de se retirer dans sa ville natale. La construction est attribuée[Par qui ?] à Jean-Arnaud Raymond, architecte du roi ayant conçu l'arc de triomphe de l'Étoile à Paris. Plus tard, l'édifice accueille un hôpital. En 1822, il est remanié par l'architecte Durand pour abriter la préfecture, avec la mise en place d'une galerie couverte, etc. En 1857, il devient le couvent des dames de la Miséricorde, puis une école primaire de jeunes filles. 
En 1985, l'École supérieure des beaux-arts de Nîmes, créée en 1820 comme « école de dessin » avec Jean Vignaud à sa tête, s'y installe. Deux ans plus tard, l'extérieur est rénové par Ariel Balmassière et l'intérieur par Frédéric Lombard.

### Architecture
Les façades très régulières et monumentales et les deux ailes formant un U ainsi que le reste de l'édifice sont de style néo-classique palladianisant (atrium, éclairage zénithal). L'entrée, dont le sol est une œuvre de l’artiste Bernard Pagès, est entourée de colonnes toscanes. L'escalier d'honneur a une rampe en fer forgé inspirée de celle de l'École militaire de Paris. Au sud du bâtiment se trouve une grande cour.

## Directeurs
| Identité                    | Période | Période | Durée  |
| Identité                    | Début   | Fin     | Durée  |
| --------------------------- | ------- | ------- | ------ |
| Claude Viallat              | 1979    | 1985    | 6 ans  |
| Alain Clément               | 1985    | 1990    | 5 ans  |
| Nadine Descendre (d)        | 1990    | 1999    | 9 ans  |
| René Denizot (d)            | 1999    | 2002    | 3 ans  |
| Dominique Gutherz           | 2002    | 2013    | 11 ans |
| Christelle Kirchstetter (d) | 2013    | 2019    | 6 ans  |
| Christian Debize (d)        | 2020    | 2023    | 3 ans  |
| Delphine Paul (d)           | 2023    |         |        |

## Élèves notoires
- Julien Doré
- Jean-Marie Granier
- Jaouen Salaün
- Thibault Brunet
- Damien Bonnard